# Теодор III Ростовски
Теодор Ростовски или Теодор Симоновски (рођен око 1340. — преминуо 28. новембра 1394; рус. Феодор Ростовский, Симоновский) је православни светитељ и архиепископ Ростовски. Основач је једног од важнијих руских манастира - Симоновог манастира.

## Детињство
Теодорово име пре него што се замонашио је било Јован (рус. Иоанн). Рођен је у племићкој породици ростовских бољара. Његов отац Стефан је био старији брат светог Сергија Радонежског и био је бољар на двору књаза Андреја Ивановича (рус. Андрей Иванович). Када је Теодор (тада се још увек звао Јован) напунио 7 година родитељи су га послали да се школује. Када му је мајка преминула, остао је са оцем који се замонашио. Убрзо га је отац са собом повео на пут у посету своме брату Сергију Радонежском. Иако је Јован тада имао само 12 година Сергије га је примио и одмах постригао у монашки чин. Приликом монашења Јован добија име Теодор, пошто се замонашио 20. априла на дан када црква празнује светог Теодор Трихина. Тада је у Русији био обичај да при постригу монах добија име светитеља који се празнује на дан пострига.

## Монашки живот
Новопострижени монах Теодор је почео свој монашки живот у манастиру Тројице-Сергијева лавра под руководством Сергија. У манастиру је Теодор проводио дане посвећен уздржљивости, целомудрености и молитви. Редовно је посећивао богослужења, читао Свето Писмо и друге свете књиге. У свему је слушао свог духовног вођу Сергија. Због своје ревности према молитви, посту и бдењу изазивао је дивљење међу људима. У манастиру је учио грчки језик, вежбао се у иконопису и образовао се читајући књиге.
Када је напунио потребне године, Теодор је рукоположен у чин свештеника (свештеномонах). Хришћани верују да се једном приликом када је са Сергијем и оцем Стефаном служио свету литургију, неки монаси видели како и анђео Божји служи заједно са њима.

## Игуман Симоновог манастира
Теодор је имао обичај да упражњава ноћне молитве. Према хришћанском предању приликом једне од тих молитви чуо је глас који му је рекао: „Теодоре, иди у пустињу; ти ћеш устројити обитељ, сабраћеш у њој много подвижника, људе духовних стремљења, и добићеш велику награду на небесима“. Након неког времена Сергије му је дао благослов да са делом монаха из Тројице-Сергијеве лавре оде и оснује нов манастир. Теодор је након потраге нашао место „Симоново“ у близини Москве, на левој обали реке Москве. На изабраном месту, Теодор је 1370. године подигао цркву посвећену Рођењу Пресвете Богородице и манастирске зграде. Манастир је постао познат као Симонов манастир, пошто је основан на земљишту које је цркви поклонио бољар Стефан Васиљевич Ховрин (рус. Стефан Васильевич Ховрин) и који је након што се замонашио добио име Симон. У манастиру се скупило мноштво монаха, а уведен је строги поредак општежитија. Тадашњи митрополит Московски Алексије је поставио Теодора за игумана новог манастира.
Теодор је 1374. године упознао светог Кипријана, који је боравио у Москви као изасланик Цариградског патријарха Филотеја код митрополита московског Алексија. Године 1378. Теодор и Сергије су водили тајну преписку са Кипријаном, подржавајући његово право на место митрополита, иако се велики кнез Димитрије Донски томе противио.
Пошто је у близини манастира пролазио велики пут, гости су нарушавали манастирску тишину. Због тога је 1379. године Теодор преместио манастир на подесније место, ближе обали реке Москве. На новом месту је основан манастир са црквом посвећеном Успењу Пресвете Богородице. Манастир који је настао је окупио још више монаха.
Сергије Радонежки је неколико пута посећивао Симонов манастир. Димитриј Донски, кнез Велике московске кнежевине је изабрао Теодора за свог духовника.
Теодор се 1381. године нашао на челу посланства, које је Димитрије Донски послао у Кијев, да би довело Кипријана у Москву ради преузимања трона митрополита Кијевског и све Русије. Кипријан је пристао на то и био митрополит „све Рудије“ од 1381. до 1383. године, иако није признат од Константинопоља.
Године 1383. Теодор је, по наређењу Димитрија Донског, пратио у Цариград тадашњег архиепископа Суздаљског Дионисија. Том приликом Дионисије је произведен у чин митрополита, поставши митрополит Кијевски и све Русије, док је Теодора, тадашњи Цариградски патријарх — Нил Цариградски произвео у чин архимандрита. Такође том приликом Симонов манастир је постао ставропигија — манастир независтан од надлежне епархије већ директно потчињен патријарху. У Цариграду је провео период од јуна 1383. до краја 1384. или почетка 1385. године. 
Као архимандрит Теодор је наставио живи строгим монашким животом као подвижник. Такође се бавио иконописањем, а неке од његових икона су сачуване до данашњих дана.
Многи од монаха који су се замонашили у Симоновом манастиру и Теодорових ученика су касније постали важне црквене личности у Великој московској кнежевини. Најпознатији су светитељи Кирил и Терапонт Белојезерски.

## Архиепископ Ростовски
Теодор је 1387. године изабран за архиепископа Ростовског. Пошто је у то време Кијевска митрополија још увек била зависна од Цариградске патријаршије Теодор је морао да посети Цариград где је хиротонисан у чин епископа.
У Цариграду је 1389. године, заједно са Кипријаном присуствовао разрешењу митрополита Кијевског Пимена и постављању Кипријана за митрополита Кијевског и све Русије.
И као архиепископ Теодор је наставио да живи подвижничким животом. У Ростову је основао женски манастир Рођења Пресвете Богородице. На месту архиепископа Ростовског је остао до своје смрти 28. новембра 1394. године. Према летописима његова епархија је у часу његове смрти обухватала градове Ростов, Јарослављ, Белојезео (данас Белозјорск), Велики Устјуг, Угљич и град Молога.
Мошти светог Теодора се налазе у Ростовској Успенској саборној цркви у југозападном углу. Као светитељ се слави од XV века.
Православна црква слави га као светитеља 28. новембра по црквеном, а 11. децембра по грегоријанском календару.